# Raffarinade

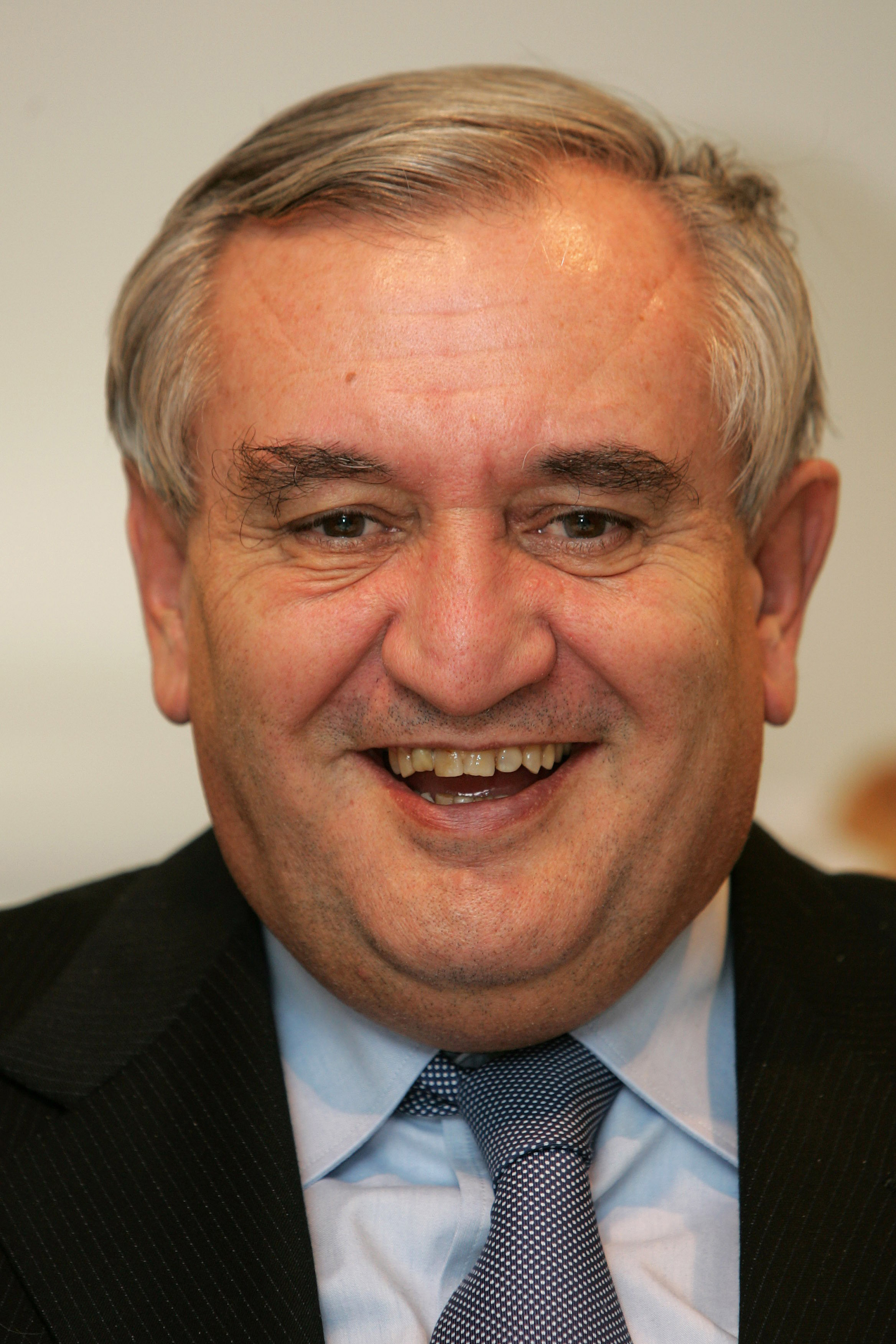
Jean-Pierre Raffarin en 2004.

Le terme raffarinade est un néologisme politique inventé pour qualifier les diverses petites phrases de l'homme politique et ancien Premier ministre français Jean-Pierre Raffarin, en particulier ses phrases imagées et les lapalissades dont il est friand au cours de ses interventions publiques.

## Origine de l'expression
Le premier emploi de l'expression « raffarinade » apparaît dans le quotidien suisse Le Temps, dans l'éditorial du 7 mai 2002, le lendemain de la nomination par Jacques Chirac de Jean-Pierre Raffarin à la tête du gouvernement français.
L’expression est ensuite employée couramment dans la presse française, notamment la presse satirique, lorsque l'intéressé était à la tête du gouvernement de 2002 à 2005.
Un ouvrage consacré uniquement à ce sujet, intitulé Les Raffarinades, est publié en 2002.

## Exemples

### Lapalissades
« Les jeunes sont destinés à devenir des adultes,. »

« L'avenir est une suite de quotidiens,. »

« Il est curieux de constater en France que les veuves vivent plus longtemps que leurs maris,. »

« L'enjeu des régionales, c'est la région. »

« L'Europe à laquelle nous devons penser demain, ce n'est pas l'Europe d'hier. »

« La coopération bilatérale peut aider à établir une communauté de destin partagée. »

« Il y a un projet de loi qu'on a arrêté à temps. C'était : quand on ne travaillera plus le lendemain du jour de repos, la fatigue sera vaincue. »

### «Sorties de route»
« Win the “yes” needs the “no” to win against the “no” (« La victoire du “oui” nécessite le "non" pour l'emporter contre le “non” »),. »

— Au sujet du référendum sur le Traité établissant une constitution pour l'Europe.

« Mon oui est plus qu’un non au non. »

« Nous avons un trimestre de quatre mois. »

« Ne soyons pas frileux, ne soyons pas frigides [avec l’Europe]. »

« Je vous recommande la positive attitude,. »

— Allusion à une chanson de Lorie.

« Je dis aux jeunes : la fête, c’est la vie. La vie, c’est ton visage ! »

« Si on met la voiture France à l'envers, nous n'aurons plus la capacité de rebondir,. »

### Leçons de vie
« La modestie, ça ne se proclame pas, ça se vit,. »

« Notre route est droite, mais la pente est forte. »

« La gravité de la crise, c'est la crise de la gravité. »

« La faiblesse de vocabulaire signifie la faiblesse de penser. »

« La route, elle est faite pour bouger, pas pour mourir. »

« Il faut avoir conscience de la profondeur de la question du sens. »

« Il existe aussi une intelligence de la main (...) et elle communique directement avec le cœur. »

« L'humour, c'est comme la télévision : il y a des professionnels. »

— Réplique lancée au chroniqueur de télévision Cyrille Eldin qui ironisait sur la situation à l'UMP.

### Propos politiques
« La rue doit s'exprimer, mais ce n'est pas la rue qui gouverne. »

« La France est forte quand c’est une force qui va et qui sait où elle va. »

« Le citoyen est un piéton de la République,. »

« La politique, ce n’est pas un sport, ce n’est pas une équipe contre une autre : on est tous l’équipe de France. »

« La Marseillaise sera d’autant moins sifflée qu’elle sera entonnée par tous. »

« Je suis le pilote de l'Airbus gouvernemental. »

« Quand le cheval trébuche, c'est le cavalier qui doit se sentir responsable. »

« On n'a pas besoin d'être en pyjama pour exprimer ses convictions. »

— À propos d'un jeu de télé-réalité politique souhaité un moment par TF1.

« Il vaut mieux un bilatéral approfondi qu’un multilatéral confus. »

« Qui sème la division récolte le socialisme,. »

« (À Nicolas Sarkozy) Travaille tes silences, baisse d'un ton. »

« (À Bernadette Chirac) Merci de nous montrer que la victoire n'est pas facile, qu'elle se gagne étable par étable, commune par commune,. »

« (À propos de Ségolène Royal) Ségolène, elle séduit au loin et irrite au près. »

« Il vaut mieux pour Poitou-Charentes être au nord du sud qu'au sud du nord. »

« Quand la droite se durcit, elle se rétrécit. »

— Prix Spécial du Jury du « Prix Press Club, humour et politique » 2021.

### Autodérision
« J'ai mes rondeurs mais j'ai mon énergie. »

« Le tour de taille n’est pas un handicap au Sénat »

— Lauréat du « Prix Press Club, humour et politique » 2009,.

« Je ne suis pas énarque, je parle directement comme je suis. »

« Est-ce que j'ai l'air d'un psychosé ? »,

« Je ne travaille pas pour moi, je n'ai pas un ego hypertrophié. »

« Il faut sauter des haies et finalement, je saute les haies les unes après les autres. »

« J'aimerais un jour être globe-trotter. »

« Je n’aime pas beaucoup ne pas être dans le logiciel central de moi-même. »

« On annonce toujours mon départ pour la semaine prochaine. Finalement, j’ai quelque résistance. »